# Wiśniowa Góra
Wiśniowa Góra (prononciation [viɕˈɲɔva ˈɡura]) est un village de la gmina d'Andrespol, du powiat de Łódź-est, dans la voïvodie de Łódź, situé dans le centre de la Pologne.
Il se situe à environ 1 kilomètre au sud d'Andrespol (siège de la gmina) et 14 kilomètres au sud-est de Łódź (siège du powiat et capitale de la voïvodie).
Sa population s'élevait à 2 360 habitants en 2013.

## Administration
De 1975 à 1998, le village était attaché administrativement à l'ancienne voïvodie de Łódź.

Depuis 1999, il fait partie de la nouvelle voïvodie de Łódź.